# Förvaltningshögskolan
Förvaltningshögskolan (School of Public Administration) är en institution inom Göteborgs universitets samhällsvetenskapliga fakultet. Institutionen är tillsammans med Högskolan i Borås ensam inom den svenska universitetsvärlden om att utfärda examen i ämnet offentlig förvaltning (public administration). Institutionens forskning fokuserar på den offentliga sektorns strävan efter demokrati och effektivitet. Centrala teman i forskningen är organisation och ledarskap, kommunal politik och förvaltning, granskning av politisk verksamhet samt riskforskning.  Förvaltningshögskolan är också en av institutionerna bakom centrumbildningen SOM-institutet.

## Offentlig förvaltning
Offentlig förvaltning är en flervetenskaplig akademisk disciplin som kombinerar perspektiv från bland annat statsvetenskap, företagsekonomi, juridik, sociologi och nationalekonomi i studiet av den offentliga sektorns verksamhet och roll i samhället. Ämnet Public Administration, liksom de näraliggande och i praktiken överlappande ämnena Public Management, Public Policy, Public Governance och Public Law är vanliga utbildnings- och forskningsinriktningar bland europeiska och inte minst amerikanska lärosäten. Förvaltningshögskolan är medlem i European Association for Public Administration Accreditation (EAPAA), och institutionens utbildning är ackrediterad av denna organisation.

## Forskning
Vid Förvaltningshögskolan bedrivs forskning som är inriktad på den offentliga förvaltningen och dess kontext. Eftersom flera samhällsvetenskapliga discipliner ryms inom ämnet kan både perspektiven och forskningsmetoderna variera. Bland professorer knutna till Förvaltningshögskolan kan nämnas Rolf Solli och Björn Rombach (som också är prefekt vid institutionen).  

## Utbildningen och dess historia
Förvaltningshögskolan har sitt ursprung i Socialinstitutet i Göteborg som bildades 1944. Institutet ombildades 1964 till Socialhögskolan, som införlivades i Göteborgs universitet 1977. Hösten 1983 delades Socialhögskolan i två institutioner, Institutionen för socialt arbete och Institutionen för förvaltningsutbildning. Hösten 1986 bytte Institutionen för förvaltningsutbildning namn till Förvaltningshögskolan. Redan från början var utbildningens mål att förse den offentliga sektorn med kvalificerad personal för administrativa och ledande positioner. 
Under många år var Förvaltningsprogrammet Förvaltningshögskolans viktigaste utbildning. Programmet gavs över åtta terminer med två skilda inriktningar, politisk och ekonomisk och ledde fram till en politices magister-examen. Förvaltningsprogrammet utfasades under åren 2007–2011 och ersattes av Kandidatprogrammet och Masterprogrammet i offentlig förvaltning som leder till politices kandidat respektive politices master-examen. Den nya utbildningen omfattar 180 + 120 högskolepoäng eller tre + två års heltidsstudier och inriktas på ekonomi, policyanalys eller organisation och ledning i offentlig sektor.
På Förvaltningshögskolan bedrivs även forskarutbildning i offentlig förvaltning som leder fram till filosofie doktorsexamen.

## Omgivning
Institutionen är, liksom Handelshögskolan, belägen i korsningen Sprängkullsgatan/Vasagatan i stadsdelen Haga, Göteborg.